# القاعدة (ذمار)
القاعدة هي إحدى قرى الجمهورية اليمنية. وهي تتبع جغرافيًا لمحافظة ذمار. وإداريًا لمديرية عنس. يبلغ تعداد سكانها 1146 نسمة حسب الإحصاء الذي جرى عام 2004.